# Viveca Sten
Viveca Anne Bergstedt Sten, född Bergstedt den 18 juni 1959 i Stockholm, är en svensk författare och jurist.

## Biografi
Viveca Sten arbetar som författare, juridisk rådgivare, styrelseledamot och föreläsare och bor i Djursholm med maken Lennart Sten och tre barn. Hon har en juristexamen från Stockholms universitet samt är civilekonom vid Handelshögskolan i Stockholm. Tidigare har hon bland annat arbetat som chefsjurist på Amadeus Scandinavia och Letsbuyit.com., och senast på PostNord (svensk-danska posten).
Hon var värd i radioprogrammet Sommar i Sveriges Radio P1 2010.

## Författarskap
I flera generationer har Viveca Stens släkt ägt hus i Sandhamn i Stockholms skärgård, och hon har sedan barnsben tillbringat alla sina somrar där.

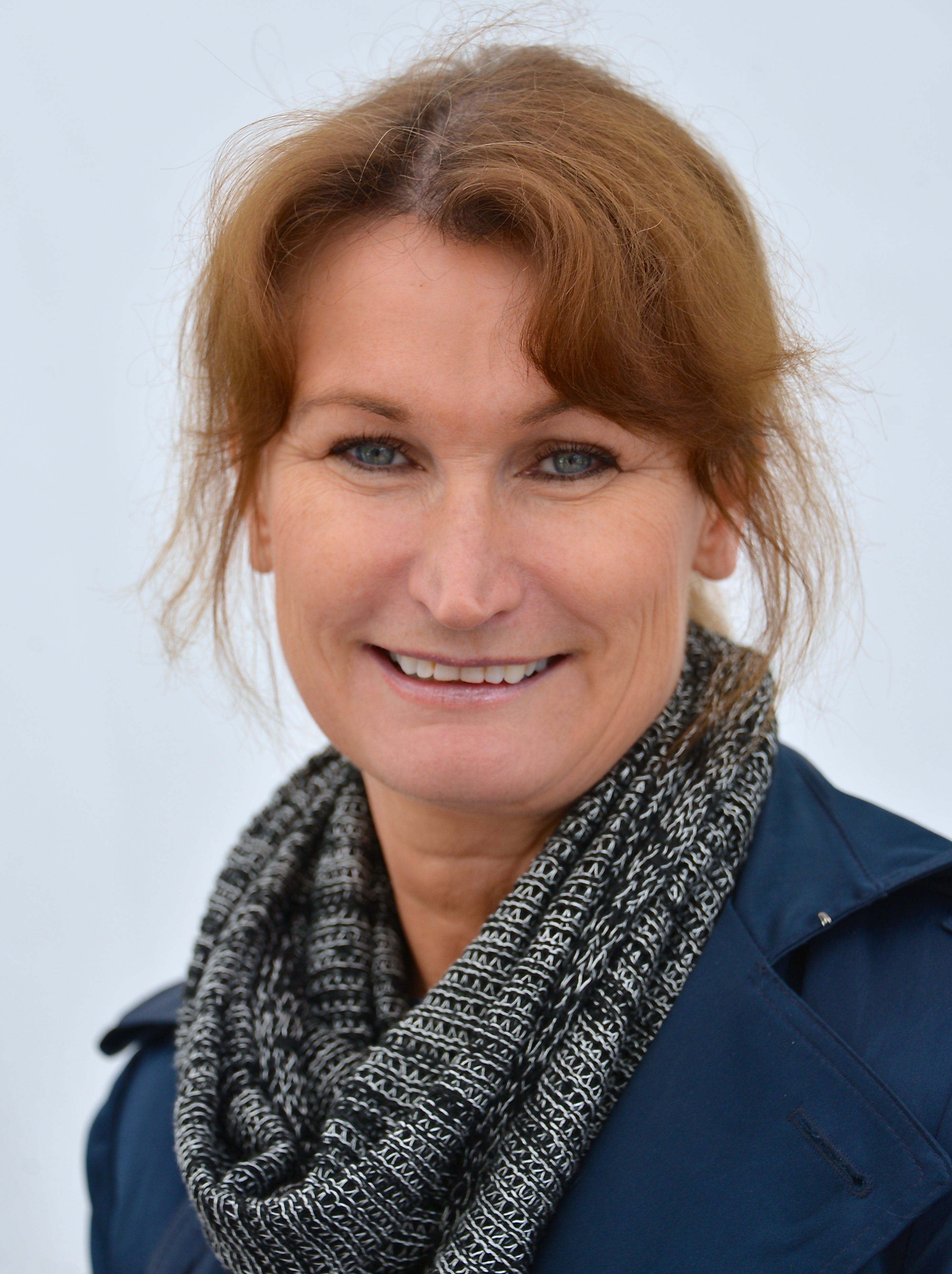
Viveca Sten i Kungsträdgården i Stockholm den 22 maj 2013, i samband med kampanjen Book of Hope för Barncancerfonden.

### Sandhamnsdeckarna
Livet i Sandhamn har inspirerat Sten som författare, och 2008 debuterade hon med romanen I de lugnaste vatten. De fristående uppföljarna I den innersta kretsen och I grunden utan skuld blev som den första framgångar.
Den fjärde och femte boken i serien, I natt är du död och I stundens hetta, gick båda upp på första plats på svenska topplistan. Den sjätte boken, I farans riktning, kom i maj 2013 och blev Viveca Stens största försäljningssuccé hittills. Den sjunde boken I maktens skugga utkom 2014, och 2015 den åttonde boken I sanningens namn.
2017 utgavs Iskalla ögonblick, en novellsamling omkring Sandhamnsfigurerna med undertiteln "tio skärgårdsberättelser". Året därpå kom den tionde boken i serien, I fel sällskap.
Bokserien har sålts i över fyra miljoner exemplar. Den har blivit utgiven/distribuerad i 40 länder och översatt till 20 språk (siffror från 2017), inklusive tyska, spanska, nederländska, polska och japanska samt alla nordiska språk. De fem första böckerna har filmatiserats och sänts som en miniserie i TV4 – se Morden i Sandhamn.

### Övrigt skrivande
Förutom kriminalromaner har Viveca Sten även skrivit ett antal facklitterära böcker inom den juridiska sfären.
År 2016 kom boken Djupgraven som hon skrivit tillsammans med sin dotter Camilla Sten.

### Sandhamnsdeckarna
- 2008 – I de lugnaste vatten (Filmatiserad 2010)
- 2009 – I den innersta kretsen (Filmatiserad 2012)
- 2010 – I grunden utan skuld (Filmatiserad 2013)
- 2011 – I natt är du död (Filmatiserad 2014)
- 2012 – I stundens hetta (Filmatiserad 2015)
- 2013 – I farans riktning
- 2014 – I maktens skugga (Filmatiserad 2018)
- 2015 – I sanningens namn (Filmatiserad 2018)
- 2017 – Iskalla ögonblick
- 2018 – I fel sällskap
- 2019 - I hemlighet begravd

### Filmatiseringar
- 2010 Del I av Morden i Sandhamn - baserad på I de lugnaste vatten
- 2012 Del II av Morden i Sandhamn - baserad på I den innersta kretsen
- 2013 Del III av Morden i Sandhamn - baserad på I grunden utan skuld
- 2014 Del IV av Morden i Sandhamn - baserad på I natt är du död
- 2015 Del V av Morden i Sandhamn - baserad på I stundens hetta
- 2018 Del VI av Morden i Sandhamn  - två delar är baserade på böcker medan sex avsnitt är nyskrivna direkt för tv.

### Facklitteratur
- Förhandla i affärer
- Outsourcing av IT-tjänster
- Internationella avtal – i teori och praktik

### Kokböcker
- 2014 – Skärgårdssommar

### Havsfolket
- 2016 – Djupgraven - Havsfolket, del 1 (Med Camilla Sten)

### Åremorden
- 2020 – Offermakaren - Åremorden, del 1
- 2021 – Dalskuggan - Åremorden, del 2
- 2022 – Botgöraren - Åremorden, del 3
- 2023 – Vilseledaren - Åremorden, del 4
- 2024 – Benådaren - Åremorden, del 5